# Surinaamse parlementsverkiezingen 2025/Kandidatenlijst/DNL
Dit is de lijst van kandidaten voor de Surinaamse parlementsverkiezingen in 2025 van de DNL. De lijsttrekker is Dharm Mungra. De verkiezingen vinden plaats op 25 mei 2025. De lijst wordt gedeeld met kandidaten van de Javaanse partij KTPI.
De onderstaande deelnemers kandideren op grond van landelijke evenredigheid voor een zetel in De Nationale Assemblée. Los van deze lijst vinden tegelijkertijd de verkiezingen plaats voor de districtsraden en de ressortraden.

## Kandidatenlijst
Hieronder volgt de kandidatenlijst.
1. Dharm Mungra (Dharmvir Karamchand Mungra). ; DNL
2. Sutrisno Mitro, ; KTPI
3. Yerry Navien Khoesial, ; DNL
4. Rikardo Soegirin Kromopawiro
5. Johannes Damodar Patak (Johannes Ferdinand Akashkumar Damodar Patak), ; DNL
6. Radjindrapersaud Churamon
7. Richardo Soerodikromo (Richardo Kastimin Soerodikromo)
8. Valerie Kamidi (Valerie Ponikem Kamidi), ; KTPI
9. Priya Jethoe (Priya Santousha Jethoe), ; DNL
10. Sarafina Sedjo (Sarafina Savella Diantie Sedjo), ; KTPI
11. Alma Patra (Alma Sinia Patra), ; DNL
12. Wianni Raiman (Wianni Arachellie Ponisa Raiman), ; KTPI
13. Indira Soekhlal, ; DNL
14. Milton Sariman (Milton Hartono Sariman)
15. Claudette Makosi (Claudette Judith Makosi)
16. Regilio Martomamat (Regilio Jovanny Martomamat), ; KTPI
17. Luigi Ray Kon-On
18. Karan Soman (Karan Sahiel Soman), ; DNL
19. Chandeni Banarsi, ; DNL
20. Manodjkoemar Chitan
21. August Lienga
22. Joy Makhanlal (Joy Sanjeev Kumar Makhanlal), ; DNL
23. Ashvini Gowrie (Ashvini Warsadebie Gowrie)
24. Reshma Sardjoe (Reshma Rashida Sardjoe)
25. Richard Bhugwansing (Richard Ronith Aksaykumar Bhugwansing), ; DNL
26. Pradeetkoemar Ramsaran, ; DNL
27. Aniel Jiwalal (Aniel Ramnarain Jiwalal)
28. Alwin Malaha (Alwin Radjkoemar Malaha)
29. Amarnath Lachman, ; DNL
30. Ramwatie Lalay, ; DNL
31. Kamini Nandlal
32. Dinesh Sardjoe
33. Akash Seebarran, ; DNL
34. Bhagwanpersad Nakched, ; DNL
35. Alisha Alli, ; DNL
36. Roy Fonkel (Roy Jules Fonkel), ; DNL
37. Rohan Bihari (Rohan Vinaai Bihari)
38. Rieshwan Jagernath, ; DNL
39. Avinaash Bisnajak
40. Vikash Pietambar (Vikash Shailesh Pietambar), ; DNL
41. Samaltha Nortan (Samaltha Safarina Nortan)
42. Harvij Dundas (Harvij Gerold Dundas)
43. Kishen Ramkhelawan (Kishen Radjkoemar Ramkhelawan)
44. Willem Elshot (Willem Gilberto Elshot), ; DNL
45. Amrietpersad Bhagwanbali (Amrietpersad Doebe Bhagwanbali)
46. Marlon van Ommeren (Marlon Steven van Ommeren)
47. Miquel Rajwansh Vishaal Mohan
48. Romana Moennoe-Saddal (Romana Farahnaaz Moennoe-Saddal), ; DNL
49. Natachia de Sanders (Natachia Annerose de Sanders), ; DNL
50. Roepesh Jagernath
51. Mariska Black (Mariska Natalie Amanda Black)

Kandidaten per partij: A20 · 
ABOP · 
APP · 
BEP · 
DA'91 · 
DNL · 
DUS · 
NDP · 
NPS · 
OPTSU · 
PL · 
PVC · 
VHP · 
VLS